# Giorgio Zampori
Giordio Zampori (født 4. juni 1887 i Milano, død 7. december 1965) var en italiensk gymnast, som deltog i tre olympiske lege i begyndelsen af 1900-tallet. 
Zamporis første store internationale resultat kom, da han vandt bronze i ringe og i holdkonkurrencen ved VM 1909, hvorpå han vandt guld i parallelle barrer samt sølv i bensving ved VM 1911.
Zamporis første OL var i 1912 i Stockholm, hvor han stillede op i mangekamp både individuelt og i holdkonkurrencen. I den individuelle konkurrence kom han på en delt fjerdeplads med 128,0 point. I holdkonkurrencen, som optrådte på OL-programmet første gang dette år, konkurrerede hold med mellem 16 og 40 gymnaster mod hinanden, og italienerne med seks af de ti bedste i den individuelle konkurrence vandt sikkert med 53,15 point, mens ungarerne på andenpladsen opnåede 45,45 point og briterne på tredjepladsen 36,90 point.
Ved VM i 1913 vandt Zampori tre konkurrencer: Ringe (delt med tre andre), parallelle barrer (delt med landsmanden Guido Boni, som han også delte den individuelle fjerdeplads med ved OL i 1912) samt bensving. Han var desuden med på holdet, der vandt bronze samme år.
Ved første OL efter krigen i 1920 i Antwerpen stillede Zampori igen op i mangekamp individuelt og for hold. I den individuelle konkurrence sejrede han med 88,35 point foran de to franskmænd Marco Torrès (87,62 point) og Jean Gounot (87,45 point). Det var Zamporis eneste store sejr i individuel mangekamp. I holdkampen, der var på programmet for anden og sidste gang, var han med til at sikre, at italienerne genvandt guldet fra 1912. De opnåede 359,855 point, mens Belgien på andenpladsen fik 346,765 point og Frankrig på tredjepladsen 340,100 point.
Zampori var med ved OL for sidste gang i OL 1924 i Paris. Her stillede han op i mangekamp individuelt og for hold (efter nyt system i forhold til 1912 og 1920; her var der otte mand på holdene). Individuelt blev han nummer 26, mens han var med til at vinde guld i holdkampen, hvor Italien opnåede 839,058 point, mens Frankrig på andenpladsen fik 820,528 point og Schweiz på tredjepladsen fik 816,661 point. Han deltog også i alle disciplinkonkurrencer, men opnåede forholdsvis dårlige placeringer bortset fra i parallelle barrer, hvor han med 21,45 point blev nummer tre efter schweizeren August Güttinger på førstepladsen med 21,63 point og tjekkoslovakken Robert Pražák med 21,61 point.
Efter afslutningen af sin aktive karriere blev Zampori gymnastiklærer i Brescia, og han var træner for det italienske gymnastiklandshold op til og med OL 1960.